# Jaqué

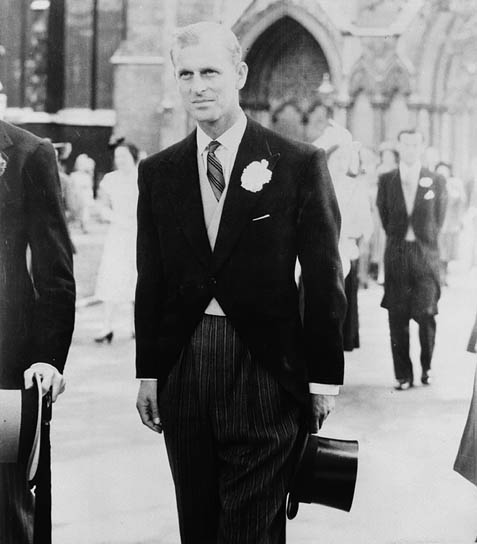
Felip d'Edimburg, el 1951 amb jaqué.

El jaqué és el vestit de màxima etiqueta per a l'home. S'utilitza per a festes i cerimònies de dia —a les nits s'utilitza el frac—. Solament el vestit regional de cada país té el mateix nivell que el jaqué.

## Història
Va començar com una peça de roba usada pels cavallers anglesos per muntar a cavall, per això és oberta per darrere, perquè caigui per la part del darrere del cavall. És una peça derivada de les casaques com també ho és el frac, i durant un temps al segle xix es feien servir sense fer diferència de nit i de dia.
A diverses pintures amb escenes de caça s'hi poden veure cavallers anglesos muntant amb jaqués de color vermell i pantalons negres. El fet que els cavallers anglesos utilitzessin aquesta vestimenta per anar a caçar als matins, convertí la imatge del jaqué en una de les més elegants per a l'home, i per això es va passar a usar en bodes o recepcions oficials, independentment de l'hora del dia. De vegades també el fan servir els majordoms en recepcions d'alt nivell. És un dels vestits més utilitzats en diferents continents i cultures; a més a més de constituir-se en un negoci dedicat a la seva venda i lloguer.

## Parts del jaqué

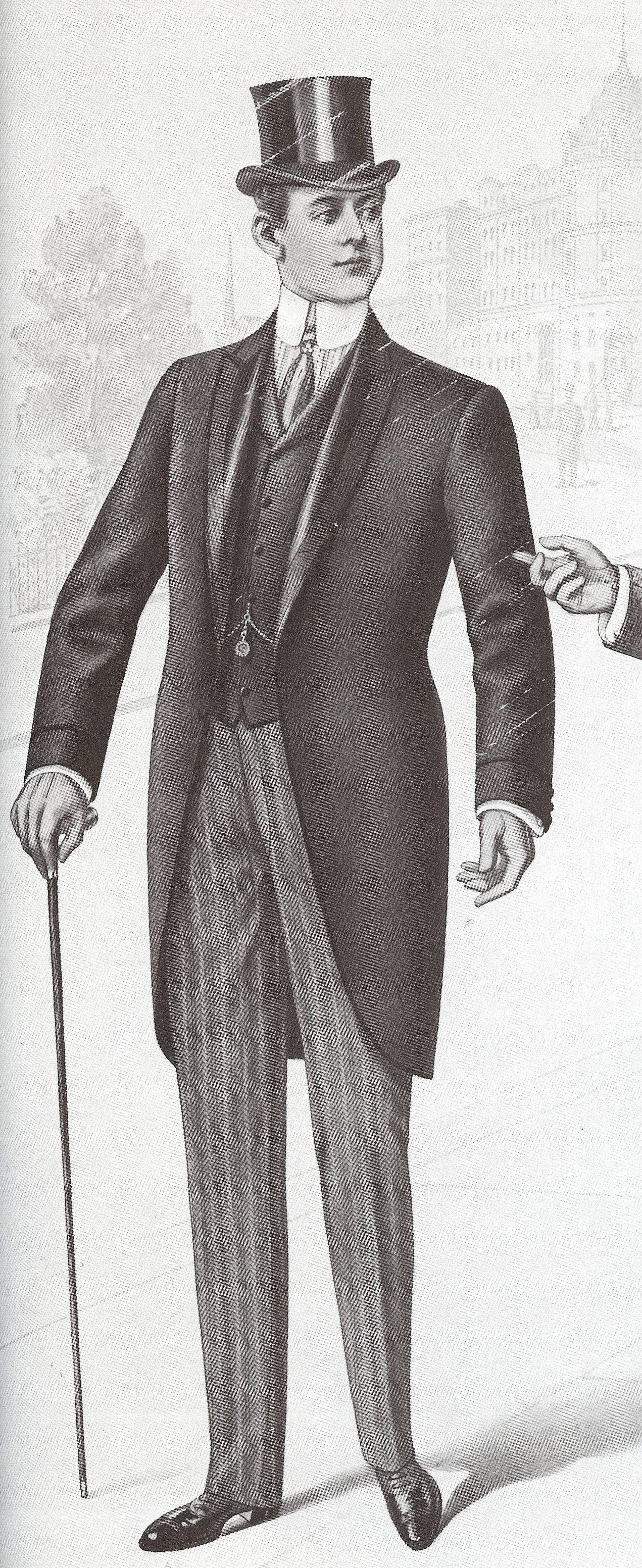
Jaqué, publicitat de 1910.

Consta de quatre peces més els complements, molt importants.
- Levita. És potser la part més vistosa del conjunt perquè és més gran que la resta. Com és el cas amb el frac, la levita té cua, però és més llarga i arrodonida. Acostuma a ésser negre o en tons grisos,[4] però de vegades d'altres colors. Té un sol botó que ha d'estar sempre botonat. A la màniga, normalment hi ha entre tres i quatre botons. Així i tot, també existeixen el jaqué francès, que és el més llarg, i el jaqué anglès, amb una cua uns centímetres més curta que l'anterior.[5]
- Armilla. Normalment, és de color gris per a la gent jove i el negre es reserva per la gent més gran. El negre pot ser amb viu o sense. També es poden portar armilles d'altres colors.
- Pantalons. Acostumen a ser de “xeviot” de llana grisa sarja i teles amb ratlles —lleugerament calcari— de tall recte i, estrictament, sense la solapa a la part inferior. La línia és clàssica, amb un gris mitjà i la puntuació en dos tons de gris fosc i clar. No ha de tenir-hitravetes a la cintura, ja que mai no han de ser usades.
- Corbata.
- Plastró' (per a nuvis).[6]

A més hi ha els complements que serien:
- Camisa.
- Botó de puny.
- Sabates.
- Barret de copa alta.
- Guants.
- Mitjons